# Roa jayakari

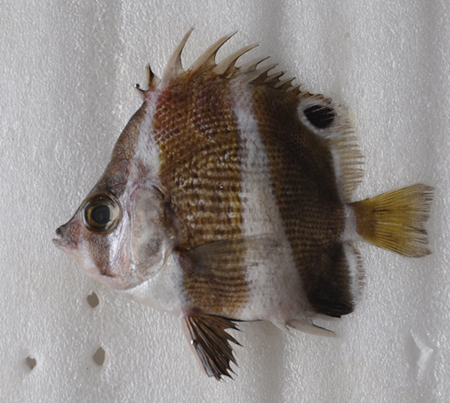
Roa jayakari, Quilon, India

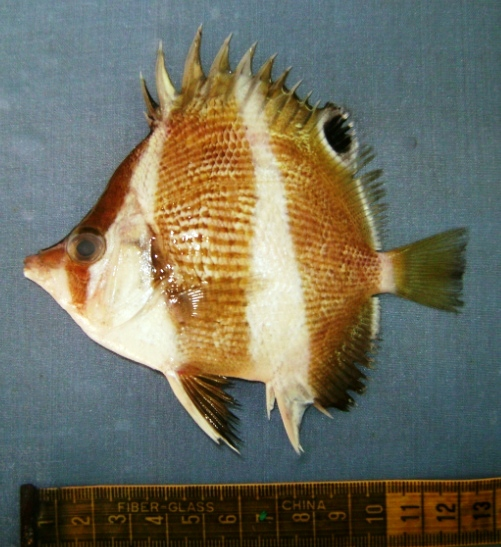
Roa jayakari, Karachi, Pakistán

Roa jayakari es un pez mariposa marino, de la familia de los Chaetodontidae.
Es una especie común en su rango de distribución geográfica, el Índico noroeste, y con poblaciones estables.

## Morfología
De cuerpo alto, comprimido lateralmente, y con la boca en forma de tubo. Su coloración es blanco nacarado en todo el cuerpo, y presenta tres franjas marrones, verticales, de distinto grosor. De más estrecha en la cabeza, y cubriendo el ojo, a más gruesa hacia la cola. La segunda recorre desde las primeras y prominentes espinas dorsales, hasta el vientre, incluyendo esta tonalidad marrón a las aletas pélvicas, excepto su margen anterior, que es blanco. La tercera franja tiene un ocelo negro, contorneado por un anillo blanco, en la parte superior de la aleta dorsal. La combinación de la raya cubriendo el ojo, junto al ocelo en la parte opuesta a la cabeza, es una estrategia defensiva generalizada en la familia. Las aletas pectorales y la caudal son transparentes, teniendo esta última una franja marrón en su base. 
Tiene 11 espinas dorsales, entre 22 y 24 radios blandos dorsales, 3 espinas anales y 17-18 radios blandos anales.
Alcanza los 16 cm de largo.

## Hábitat y comportamiento
Se sabe poco sobre su vida. Es bentopelágico y habita arrecifes coralinos y zonas rocosas profundas, entre 33 y 274 metros de profundidad.

## Distribución geográfica
Se distribuye en el océano Índico noroeste, siendo nativo de Arabia Saudí; Egipto; Emiratos Árabes Unidos; Eritrea; India; Irán; Israel; Jordania; Omán; Pakistán; Somalia; Sudán; Yemen y Yibuti.

## Alimentación
Se nutre principalmente de pequeños invertebrados marinos.

## Reproducción
Son gonocóricos, de sexos separados, y no cambian de sexo. No presentan dimorfismo sexual. Son ovíparos y dispersores de huevos. Forman parejas durante el ciclo reproductivo, pero no cuidan a sus alevines.
Su nivel de resiliencia es alto, doblando la población en menos de 15 meses.